# Автокорреляционный метод
Автокорреляционный метод — это метод криптоанализа полиалфавитных шифров, например таких как шифр Виженера.

## Описание метода
Автокорелляционный метод позволяет криптоаналитику найти длину {\displaystyle l} ключевого слова, используемого в полиалфавитном шифре. Как только длина ключевого слова обнаружена, криптоаналитик выстраивает зашифрованный текст в {\displaystyle l} колонках. При этом каждую колонку можно рассматривать как зашифрованный моноалфавитным шифром текст, который можно подвергнуть частотному анализу.
Данный метод позволяет отыскать длину ключевого слова с лучшей точностью, чем метод Касиски.
Сам метод состоит в том, что исходный шифротекст {\displaystyle (c_{1},c_{2},\dotsc ,c_{L})}
выписывается в строку, а под ней выписываются строки, полученные сдвигом вправо на {\displaystyle t=1,2,3,\dotsc } позиций.
Для каждого {\displaystyle t} подсчитывается число {\displaystyle n_{t}} совпадений {\displaystyle c_{i}=c_{i+t}}, где {\displaystyle i\in \left[1,L-t\right]}
и вычисляются автокорреляционные коэффициенты {\displaystyle \gamma _{t}}:
{\displaystyle \gamma _{t}={\dfrac {n_{t}}{L-t}}}
Для сдвигов, кратных периоду, коэффициенты {\displaystyle \gamma _{t}} должны быть заметно больше, чем для сдвигов, не кратных периоду, и иметь значение близкое к индексу совпадений используемого языка (для русского языка ~ 0.0553). Это объясняется следующим образом. Когда величина сдвига кратна длине ключевого слова, символы
{\displaystyle c_{i}} и {\displaystyle c_{i+t}} шифруются одинаковым моноалфавитным шифром, что не изменяет факт их совпадения.
А так как индекс совпадений вводится как вероятность совпадения двух произвольных букв в строке, то для сдвигов, кратных или равных периоду, автокорреляционные коэффициенты, при достаточно большой длине текста, будут близки к индексу совпадений естественного языка.

## Пример использования
Пусть шифруется следующий текст без учета знаков препинания и различия строчных и прописных букв (буквы И и Й также не различаются).

Все, чему мне случилось быть здесь свидетелем, не было мне
совершенно незнакомым, о подобных случаях я где-то что-то читал и теперь
вспомнил, что поведение людей, попадавших в аналогичные обстоятельства,
всегда представлялось мне необычайно, раздражающе нелепым. Вместо того
чтобы полностью использовать увлекательные перспективы, открывшиеся для
них счастливым случаем, они пугались, старались вернуться в обыденное.
Какой-то герой даже заклинал читателей держаться подальше от завесы,
отделяющей наш мир от неведомого, пугая духовными и физическими
увечьями. Я ещё не знал, как развернутся события, но уже был готов с
энтузиазмом окунуться в них.
Бродя по комнате в поисках ковша или кружки, я продолжал
рассуждать. Эти пугливые люди, думал я, похожи на некоторых
ученых-экспериментаторов, очень упорных, очень трудолюбивых, но начисто
лишенных воображения и поэтому очень осторожных. Получив нетривиальный
результат, они шарахаются от него, поспешно объясняют его нечистотой
эксперимента и фактически уходят от нового, потому что слишком сжились
со старым, уютно уложенным в пределы авторитетной теории. Я уже
обдумывал кое-какие эксперименты с книгой-перевертышем (она по-прежнему
лежала на подоконнике и была теперь «Последним изгнанником» Олдриджа), с
говорящим зеркалом и с цыканьем. У меня было несколько вопросов к коту
Василию, да и русалка, живущая на дубе, представляла определённый
интерес, хотя временами мне казалось, что она-то мне все-таки
приснилась. Я ничего не имею против русалок, но не представляю себе, как
они могут лазить по деревьям… хотя, с другой стороны, чешуя?..
— А.Н. и Б.Н. Стругацкие «Понедельник начинается в субботу»
Воспользуемся шифром Виженера с ключевым словом КЛЮЧ.
Зашифрованное сообщение:
```
МЫГОПЦСВЦРПБЬБЖБЧЫЪШДЬЪЮОРПУЪНЖЫПЬГБПЦЛЬЛЕИДХЧГЗЧНГЖБРЛГЧЧГЮ
ЦЛЗДХЕКДШШВДЛЧЩМЪХСОККУЦНПГИЧБРДЫШХЯЫЛИЯЫРНЬЩЖАЗШШКГТХХИЧЩМЩ
ППГГТРИХОРЖЕЧЩЮЫКНЦЯЮНЮГКХМЪТБЛТПШЯЗЫШЭИПХЪЗЫНЮЩЪРБЫКЩОЬОЫРЧ
МХЭБЧЫЪВЦРЛЬЧМЩОКУЛДЩЛЕЫЩЛДЧЗГГГПХГЕДЦАВПЫРДЫШБДАЬМШДЩМБЦШПИ
ЕИЖЗШШИУСШАЧЫЖСЩФРЗЧЫРИУЦЕГЕПЪПЕПФРЯМЕМИУЪЩЩБУГЗИПИЦЦУУЗАЛПИ
ФУАТХЫИКАЛГВЧЧЖЕЬОЮБТЫЪЗЫЛОЧФУПУМРОГЬЬЪЗИНМШДПГГЦШГАКФМЯЫШБЬ
ЩШЖЫКСГЮКФИЯЦЛИОТЬЮИПХГЯОРОЭКЬЪЗИЩМЫКХЪППШРЮКНГЗДШРЫПХЭХВРЖГ
КВКЯЩШРГПНГЫЧЦМЪЧЩСЪККВКЮШАГДЦЖЯЭУЕЯАРПАТЦЖКМРХУИЦЖЦПГГГПТЛЧ
ФФЮАЩЛЕЩПЪЛКЫЫЭЗЧМЩИТКЛДЬСГШДХБДЫШАЗЖЧРКСУЮЮХШКДУЭЛКЫЖПЦМЧЖМ
ЛЪМЫИЩМАЧЦЛЧЫРАЕЧУПАКЯЗДМВЮЯФУЗЖЬСЗЯИЩОДОШИЭКХОЧЪЫСЭОЛРУЖЬЖЕ
ЬОИЯМЕГБЗПЖЫЬЦЮБИЩММЧСЖГКЧГАЧЬМЖДЯСОПЧЩМЖФПЕПЪЖВПЧРЧЫШОДМШХЬ
ЦЖСЕЧЪЛТЮШХЬЦЖРЖЬПМБЗМЖЩДЯЛДЦЛХЯЪЬМБТВГГЦЕУЩЧШЯЖКСГГТКЖЕЧЗРД
ХЭМОПЧЪДЪЬМЖЧСЛТЮЩМБЬБЖЩЦРРЖТНЖЧФЖЛТТЪГЮЬХЪИКЬМГТВЮЖКЯЮХЫЫЭД
ЫЧГЪЧЩМЗШРЦГЧШЯСИЫЛЦЗЬГЪЧЧГОТЫРДЫШЖФУЫНЬЩУКЬЦЬЮЯЭЛЗИТБГЗУУСМ
ЧПЭИЧЬЛДМШБДШШРДХЭХИЧЫИЯБФМВЪСЖБТЫЪЗЧЫРЧЩЕККЗЬЛДЬХМЭПЧЛТХННЖ
ППГБДЛАИЧЪЖИПЬЛДТЬГДЩУЖЦЬСГДЛПСВДНЮБУШГАКФЖЬЖФПЕПЪЖВПЧРТЪФЛЯ
НШЖЕПЪГЩПЪРТБРКДЦЛНДШЪГЭЦРККФРДЧФЛЛЧШШВДУШЛГТФГЯЛЕИЧЫРНЬЩЖНД
ЪХГЫЦУКЯСОЛЧЦЧЖАЧЦМБОЪЖЫРЛПЪЧНМЖИГЖВСРОАКХМВТЫФТУЛЛУПЦСВПЧЭШ
ДХМГПЫЗДФЖЗДМШНЖЧЫМЩУФМИЬНЮЗТХЖХОЛЖЖЬЫЮБУЛДЯМЭЧЧИЧЮЫЬМГЕЩРВЗ
ЫЛАБИХЮДШЪГЫПХГГЦЕЖЯЦЬГЖПЫУДЫКАЖПЦГГКЦЖВЦРЗЧСЛИДЪЖХИЧШЛЧЫШКГ
ПНПЬЫЛЗЯШЪЖЗЦУИЧЪЖЭГТБГЪЧЧГЯХРЬЕЩШРЯМЪСЗКХМАЦШЛЬШЪГЫЪЬЮЩФКЬЗ
ПМГАКФМГТЦМЪЬЬИЧСУРУШШВЬЩРАУИЦУДЫКПЫЩЭБДТЫРДЩШЛТАРЦКИ

```

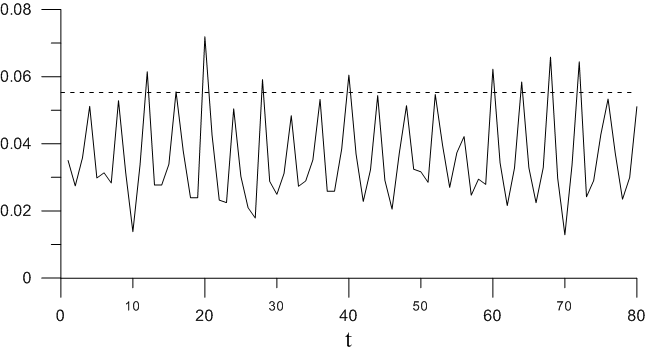
Автокорреляционные коэффициенты для сдвигов

Вычислим автокорреляционные коэффициенты для сдвигов {\displaystyle t=1,\dotsc ,200} и построим график
{\displaystyle \gamma (t)}. Среднее расстояние между пиковыми значениями функции равно 4, значит предполагаемая длина ключевого слова равна 4, что совпадает с использованной.
Далее необходимо найти частоты встречаемости букв для шифротекстов, полученных из {\displaystyle l=4} колонок.

Частоты встречаемости букв шифротекстов из различных колонок
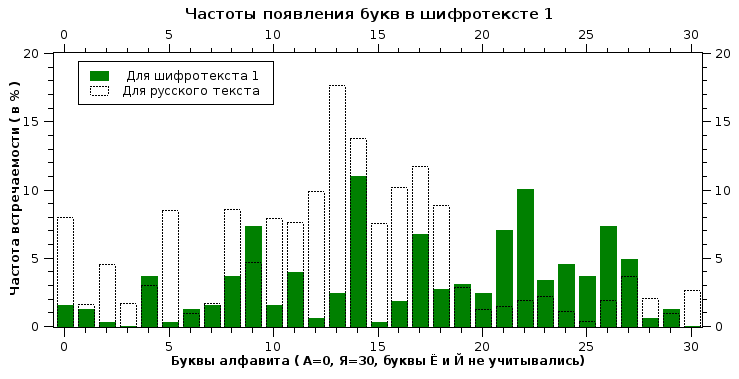
Шифротекст 1
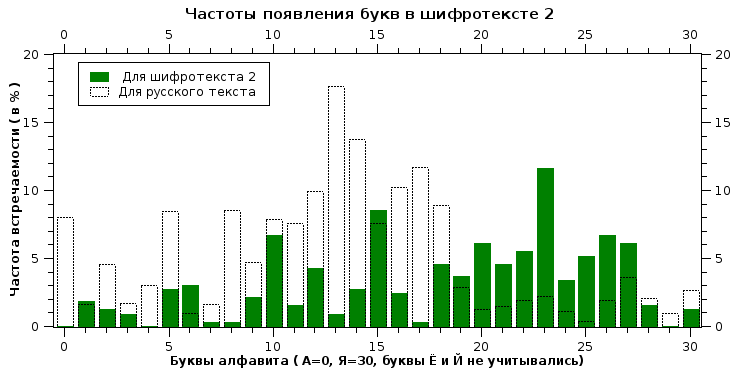
Шифротекст 2
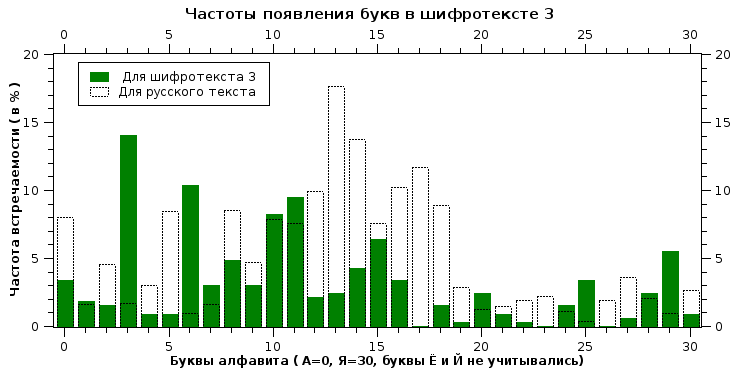
Шифротекст 3
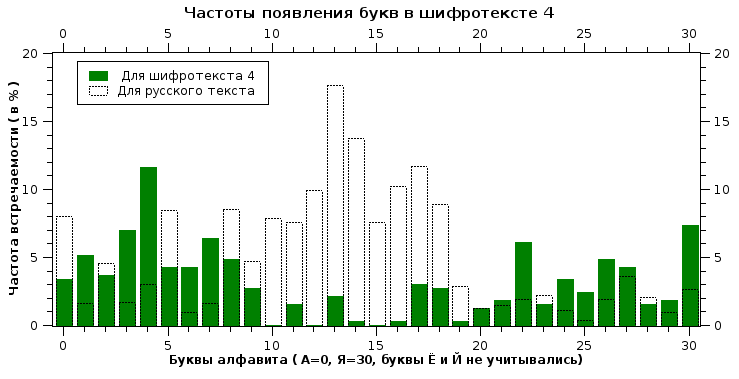
Шифротекст 4

Предположим, что при шифровании использовался шифр Виженера. Тогда для расшифровки всех четырёх шифротекстов необходимо сравнить распределения частот встречаемости букв в шифротекстах с распределением естественного языка. Наилучшим образом это можно сделать при помощи критерия согласия Пирсона. Найдем значения критерия {\displaystyle \chi ^{2}} для распределений, получаемых циклическим сдвигом вправо из распределения частот встречаемости букв в русском языке.
| Значения критерия {\displaystyle \chi ^{2}} для различных шифротекстов | Значения критерия {\displaystyle \chi ^{2}} для различных шифротекстов | Значения критерия {\displaystyle \chi ^{2}} для различных шифротекстов | Значения критерия {\displaystyle \chi ^{2}} для различных шифротекстов | Значения критерия {\displaystyle \chi ^{2}} для различных шифротекстов |
| Тестируемый сдвиг                                                      | Шифротекст 1                                                           | Шифротекст 2                                                           | Шифротекст 3                                                           | Шифротекст 4                                                           |
| ---------------------------------------------------------------------- | ---------------------------------------------------------------------- | ---------------------------------------------------------------------- | ---------------------------------------------------------------------- | ---------------------------------------------------------------------- |
| 0                                                                      | 187,33                                                                 | 236,14                                                                 | 305,90                                                                 | 200,40                                                                 |
| 1                                                                      | 290,44                                                                 | 273,37                                                                 | 113,24                                                                 | 304,52                                                                 |
| 2                                                                      | 272,67                                                                 | 273,02                                                                 | 219,89                                                                 | 236,90                                                                 |
| 3                                                                      | 177,16                                                                 | 228,69                                                                 | 174,97                                                                 | 207,69                                                                 |
| 4                                                                      | 98,71                                                                  | 163,95                                                                 | 310,41                                                                 | 155,80                                                                 |
| 5                                                                      | 128,73                                                                 | 109,71                                                                 | 422,07                                                                 | 303,72                                                                 |
| 6                                                                      | 131,38                                                                 | 120,38                                                                 | 195,10                                                                 | 311,95                                                                 |
| 7                                                                      | 149,33                                                                 | 104,18                                                                 | 212,48                                                                 | 237,96                                                                 |
| 8                                                                      | 186,87                                                                 | 108,03                                                                 | 345,46                                                                 | 188,55                                                                 |
| 9                                                                      | 41,01                                                                  | 133,46                                                                 | 687,30                                                                 | 305,10                                                                 |
| 10                                                                     | 149,77                                                                 | 38,14                                                                  | 323,51                                                                 | 499,16                                                                 |
| 11                                                                     | 203,27                                                                 | 106,64                                                                 | 220,85                                                                 | 273,98                                                                 |
| 12                                                                     | 98,06                                                                  | 166,77                                                                 | 506,90                                                                 | 207,85                                                                 |
| 13                                                                     | 160,70                                                                 | 107,82                                                                 | 403,45                                                                 | 254,92                                                                 |
| 14                                                                     | 153,22                                                                 | 158,91                                                                 | 359,30                                                                 | 251,65                                                                 |
| 15                                                                     | 329,41                                                                 | 125,60                                                                 | 231,77                                                                 | 227,18                                                                 |
| 16                                                                     | 339,94                                                                 | 293,00                                                                 | 348,73                                                                 | 149,73                                                                 |
| 17                                                                     | 185,61                                                                 | 328,77                                                                 | 448,32                                                                 | 91,33                                                                  |
| 18                                                                     | 189,05                                                                 | 180,04                                                                 | 228,15                                                                 | 95,76                                                                  |
| 19                                                                     | 280,02                                                                 | 198,82                                                                 | 173,35                                                                 | 108,07                                                                 |
| 20                                                                     | 505,03                                                                 | 274,43                                                                 | 187,07                                                                 | 87,90                                                                  |
| 21                                                                     | 259,86                                                                 | 357,71                                                                 | 254,99                                                                 | 71,54                                                                  |
| 22                                                                     | 159,53                                                                 | 267,11                                                                 | 217,55                                                                 | 38,73                                                                  |
| 23                                                                     | 315,64                                                                 | 163,35                                                                 | 128,58                                                                 | 115,03                                                                 |
| 24                                                                     | 300,66                                                                 | 234,87                                                                 | 87,64                                                                  | 159,85                                                                 |
| 25                                                                     | 254,91                                                                 | 310,44                                                                 | 118,82                                                                 | 95,58                                                                  |
| 26                                                                     | 175,78                                                                 | 293,11                                                                 | 116,28                                                                 | 118,71                                                                 |
| 27                                                                     | 259,02                                                                 | 216,49                                                                 | 180,47                                                                 | 139,34                                                                 |
| 28                                                                     | 424,97                                                                 | 263,13                                                                 | 259,86                                                                 | 290,69                                                                 |
| 29                                                                     | 240,80                                                                 | 479,59                                                                 | 45,60                                                                  | 283,53                                                                 |
| 30                                                                     | 182,17                                                                 | 259,69                                                                 | 170,44                                                                 | 138,66                                                                 |

Итак, получили значения сдвигов, используемых в моноалфавитных шифрах каждой из колонок: 9,10,22,29.
Для выбранного алфавита это соответствует ключевому слову шифра Виженера КЛЮЧ.
Текст расшифрован.